# ダイアン・レイン/愛にふるえて
『ダイアン・レイン/愛にふるえて』（原題: Love Dream、米国版: Priceless Beauty）は、1988年のイタリア映画。

## ストーリー
元ロックスターのモンローは、弟を事故で亡くしてから活動を止め、海辺の家で隠遁生活を送っていた。ある日、砂浜で過ごしていると、海のほうから叫び声が聞こえた。とっさに海に飛び込んだが、海底から引き揚げたのは人ではなく壺であった。その後家に持ち帰った壺から、女の妖精チャイナが現れた。チャイナがあなたの願いをかなえてあげると言うので、雨でも降らしてみろと言い、チャイナは言われたとおりに雨を降らせて見せるのだが、気力を失っているモンローにはそれ以上の望みは思いつかなかった。チャイナと一緒にモンローは暮らし始め、モンローの心はチャイナのやさしさに次第に解きほぐされていく。しかし彼を復帰させようと度々彼の周辺に現れる元マネージャーや、周囲の人々との交流を通じて次第に人間らしさを得つつあるチャイナに心を揺り動かされされ、モンローは不安定になっていく。モンローはある決断をする。

## キャスト
- モンロー : クリストファー・ランバート
- チャイナ : ダイアン・レイン
- ピーター : フランチェスコ・クイン
- リサ : クラウディア・オハナ（英語版）